# Daria Pikulik
Daria Angelika Pikulik (ur. 6 stycznia 1997 w Skarżysku-Kamiennej) – polska kolarka torowa i szosowa. Wicemistrzyni olimpijska (2024) i brązowa medalistka mistrzostw świata w omnium (2020) oraz brązowa medalistka mistrzostw Europy w wyścigu ze startu wspólnego (2024).
Kolarstwo uprawia również jej siostra Wiktoria.

## Kariera
Pikulik od początku kariery jest zawodniczką BCM Nowatex Ziemia Darłowska.
Pochodząca spod Darłowa zawodniczka pierwsze poważne sukcesy święciła w 2014 roku, zdobywając tytuł wicemistrzyni Polski w jeździe indywidualnej na czas juniorek. W tym samym roku talent potwierdziła na torze, w portugalskiej Anadii zdobywając srebrny medal Torowych Mistrzostw Europy w wyścigu drużynowym na dochodzenie.
W sezonie 2015 została w Strzelinie mistrzynią Polski w jeździe indywidualnej na czas juniorek i wicemistrzynią kraju w wyścigu ze startu wspólnego. Z torowych mistrzostw Europy w kategoriach juniorskich i młodzieżowych wróciła z tytułem mistrzyni Starego Kontynentu w omnium, a także srebrami w wyścigu punktowym i wyścigu drużynowym na dochodzenie. Miesiąc później, w kazachskiej Astanie, została mistrzynią świata juniorek w wyścigu punktowym i wicemistrzynią w omnium.
W 2016 Pikulik rywalizowała już w kategorii kobiet do lat 23. We włoskim Montichiari została młodzieżową wicemistrzynią Europy w wyścigu indywidualnym na dochodzenie (w finale przegrała z Justyną Kaczkowską), a w wyścigu drużynowym na dochodzenie wywalczyła z kolei brązowy medal.
Reprezentowała Polskę w konkurencjach juniorskich na mistrzostwach świata w kolarstwie szosowym w 2014, na których zajęła 9. miejsce w jeździe indywidualnej na czas i 12. miejsce w wyścigu indywidualnym ze startu wspólnego, a następnie w 2015, gdzie zajęła 7. miejsce w jeździe indywidualnej na czas.
Na mistrzostwach Polski seniorów w kolarstwie torowym wywalczyła srebrny medal w wyścigu punktowym i wyścigu scratch w 2014 oraz sprincie drużynowym i wyścigu drużynowym na dochodzenie w 2015, a także brązowy medal w sprincie drużynowym w 2013.
W lipcu 2016 roku została oficjalnie powołana do kadry olimpijskiej na igrzyska olimpijskie w Rio de Janeiro, podczas których rywalizowała w wyścigu drużynowym na dochodzenie i omnium.
W 2020 roku na mistrzostwach świata w Berlinie zdobyła brązowy medal w omnium.
W 2023 wygrała wyścig Tour of Guangxi zaliczany do UCI Women’s World Tour.
Podczas Igrzysk Olimpijskich 2024 Pikulik wywalczyła srebrny medal w konkurencji omnium.

## Najważniejsze osiągnięcia

### kolarstwo torowe
2020
- 3. miejsce w mistrzostwach świata (omnium)

2024
- 2. miejsce na Igrzyskach Olimpijskich (omnium)

### kolarstwo szosowe
2022
- 1. miejsce w Districtenpijl Ekeren-Deurne

2023
- 1. miejsce na 1. etapie Women's Tour Down Under
- 2. miejsce w Leiedal Koerse
- 1. miejsce na 4. etapie Bretagne Ladies Tour
- 3. miejsce w Veenendaal-Veenendaal Classic
- 2. miejsce w Omloop der Kempen
- 1. miejsce w Konvert Koerse
- 1. miejsce na 1. i 3. etapie Tour Cycliste Féminin International de l'Ardèche
- 3. miejsce w Tour of Chongming Island
- 1. miejsce w Tour of Guangxi

2024
- 3. miejsce w Classic Brugge-De Panne
- 1. miejsce w Ronde de Mouscron
- 2. miejsce w Omloop van Borsele
- 2. miejsce w GP Eco-Struct
- 2. miejsce w GP Mazda Schelkens
- 1. miejsce w Districtenpijl Ekeren-Deurne
- 3. miejsce w Konvert Koerse
- 3. miejsce w mistrzostwach Europy (start wspólny)

## Odznaczenia
- Krzyż Kawalerski Orderu Odrodzenia Polski – 2024[6]
- Złota Odznaka Honorowa Gryfa Zachodniopomorskiego – 2024[7]